# بيتار كوليف
بيتار كوليف هو لاعب كرة قدم بلغاري في مركز الهجوم، ولد في 26 يونيو 1984 في بورغاس في بلغاريا. لعب مع او في سي سليفن 2000 وسلافيا صوفيا.

## وصلات خارجية
- بيتار كوليف على موقع قاعدة بيانات كرة القدم.إي يو (الإنجليزية)